# 瓦棟格河
53°48′47″N 20°27′24″E / 53.8131°N 20.4567°E
瓦棟格河是波蘭的河流，位於該國東北部，處於瓦爾米亞-馬祖里省，屬於維納河的支流，河道全長68公里，流域面積1,195平方公里，河口處在奧爾什丁附近。